# Commission Supérieure Technique de l’Image et du Son
Die Commission Supérieure Technique de l’Image et du Son (CST), übersetzt die „Vorstehende Kommission für Bild und Tontechnik“, ist der 1944 gegründete französische Dachverband für Berufstätige in der audiovisuellen Produktion mit Sitz in Paris.
Hauptziel ist die Verbesserung und Normierung der Produktionstechnologien für Bild und Ton in Kino, Fernsehen und neuen Medien. Auf den Internationalen Filmfestspielen von Cannes verleiht die CST seit 1951 den Prix Vulcain de l’artiste technicien.